# Cratere Teroro
Teroro  è un cratere sulla superficie di Venere.